# Limotettix bullata
Limotettix bullata är en insektsart som beskrevs av Ball 1902. Limotettix bullata ingår i släktet Limotettix och familjen dvärgstritar. Inga underarter finns listade i Catalogue of Life.